# Ла-Куард-сюр-Мер
Ла-Куард-сюр-Мер (фр. La Couarde-sur-Mer) — коммуна во Франции, находится в регионе Пуату — Шаранта. Департамент коммуны — Шаранта Приморская. Входит в состав кантона Арс-ан-Ре. Округ коммуны — Ла-Рошель.
Код INSEE коммуны — 17121.

## Население
Население коммуны на 2010 год составляло 1251 человек.
| 1962 | 1968 | 1975 | 1982 | 1990 | 1999 | 2010 |
| ---- | ---- | ---- | ---- | ---- | ---- | ---- |
| 716  | 758  | 794  | 856  | 1029 | 1179 | 1251 |